# Кустов, Фёдор Михайлович
Фёдор Михайлович Кустов (14 марта 1904, Малые Ветхи, Ярославская губерния — 24 февраля 1972, Киров) — подполковник Советской Армии, участник Великой Отечественной войны, Герой Советского Союза (1944).

## Биография
Фёдор Кустов родился 14 марта 1904 года в деревне Малые Ветхи (ныне — Пошехонский район Ярославской области). После окончания школы второй ступени работал бухгалтером. В 1926—1927 годах проходил службу в Рабоче-крестьянской Красной Армии. В 1931 году Кустов окончил курсы усовершенствования командного состава запаса. С начала Великой Отечественной войны — на её фронтах.
В феврале-марте 1943 года майор Кустов — заместитель командира 1312-го стрелкового полка 17-й стрелковой дивизии, участвовал в Жиздринской операции.
С августа 1943 года подполковник Фёдор Кустов командовал 1314-м стрелковым полком 17-й стрелковой дивизии (Западный фронт, 50-я армия, 38-й стрелковый корпус — на 1 июля 1943 года, Брянский фронт, 3-я армия, 80-й стрелковый корпус — на 1 октября 1943 года, Белорусский фронт, 3-я армия, — на 1 января 1944 года, 1-й Белорусский фронт, 48-я армия, 53-й стрелковый корпус — на 01.06.1944 года.
Отличился во время освобождения Белорусской ССР.
26 июня 1944 года полк Кустова успешно захватил важные немецкие опорные пункты в Жлобинском районе Гомельской области. В течение трёх дней полк отразил десять немецких контратак, уничтожив около 400 солдат и офицеров противника и большое количество его боевой техники, захватил 5 артиллерийских орудий, 11 миномётов, 14 пулемётов, 10 автомашин.
Указом Президиума Верховного Совета СССР от 23 августа 1944 года за «умелое командование стрелковым полком, образцовое выполнение боевых заданий командования на фронте борьбы с немецкими захватчиками и проявленные при этом мужество и героизм» подполковник Фёдор Кустов был удостоен высокого звания Героя Советского Союза с вручением ордена Ленина и медали «Золотая Звезда» за номером 3090.
В 1946 году Кустов был уволен в запас. Проживал и работал в Кирове. Умер 24 февраля 1972 года.
Был также награждён двумя орденами Красного Знамени (05.12.1943, 10 февраля 1945 года) и орденом Александра Невского (4.10.1943), рядом медалей.